# Kozațke, Petrove
Kozațke (în ucraineană Козацьке) este localitatea de reședință a comunei Petrivske din raionul Petrove, regiunea Kirovohrad, Ucraina.

## Demografie
Componența lingvistică a localității Kozațke
     Ucraineană (90,99%)
     Rusă (8,36%)
     Alte limbi (0,55%)
Conform recensământului din 2001, majoritatea populației localității Kozațke era vorbitoare de ucraineană (90,99%), existând în minoritate și vorbitori de rusă (8,36%).